# Berg-Graseule
Die Berg-Graseule (Leucania comma), früher zuweilen auch als Komma-Eule bezeichnet, ist ein Schmetterling (Nachtfalter) aus der Familie der Eulenfalter (Noctuidae). In der Literatur ist die Art auch als Mythimna comma oder Aletia comma zu finden.

## Beschreibung

### Falter
Die Flügelspannweite der Falter beträgt 30 bis 37 Millimeter.  Die Farbe der Vorderflügeloberseite variiert von rötlich grau über braungrau oder graugelb bis zu beige. Der Vorderrand ist leicht aufgehellt. Deutlich hebt sich eine schwarze Wurzelstrieme hervor. Da diese einem gestreckten Komma ähnelt, wurde comma als Art-Epitheton gewählt. Die Flügeladern sind weiß. An der Saumlinie befindet sich eine Reihe kleiner schwarzer Pfeilflecke. Die Hinterflügel sind von dunkelgrauer Farbe. Die Adern heben sich nicht vom Untergrund ab.

### Raupe
Ausgewachsene Raupen haben eine rötlich braune Grundfärbung und sind mit dünnen grauen Rücken- und Nebenrückenlinien sowie schmalen bräunlichen und weißlichen Seitenstreifen versehen. Der Kopf zeigt zwei deutliche schwarze Streifen.

### Puppe
Die gelbbraune Puppe ist kurz und dick.

### Ähnliche Arten
Bei Leucania putrescens ist die schwarze Wurzelstrieme kürzer und die Hinterflügeloberseite heller als bei der Berg-Graseule. Leucania fortunata, die auf den Kanarischen Inseln vorkommt sowie die in Teilen Nordamerikas beheimatete Leucania insueta haben keine geographische Überlappung mit Leucania comma.

## Verbreitung und Lebensraum
Die Berg-Graseule kommt in Mitteleuropa verbreitet vor. Die östliche Ausdehnung erstreckt sich bis nach Korea. In den 1950er Jahren wurde sie in Neufundland eingeschleppt. Die Art lebt hauptsächlich auf feuchten Wiesen, bevorzugt im Berg- und Hügelland. In den Alpen wurde sie noch in 2100 Metern Höhe nachgewiesen.

## Lebensweise
Die Falter bilden zwei Generationen pro Jahr, die von Mitte Mai bis Anfang Juli sowie weniger zahlreich von August bis Oktober anzutreffen sind. Sie fliegen künstliche Lichtquellen an, besuchen Köder und wurden auch an Schmetterlingsflieder (Buddleja davidii) saugend beobachtet. Als Nahrungspflanzen der Raupen werden verschiedene Süßgräser (Poaceae) genannt. Die Art überwintert als junge Raupe.

## Gefährdung
Die Berg-Graseule kommt in allen deutschen Bundesländern vor und ist nicht gefährdet.